# ハインケル・カビーネ
カビーネ（Kabine ）は、ハインケル航空機で設計されたバブルカーであり、1956年から1958年にかけて生産された。1958年にライセンス生産権がアイルランドのダンドーク・エンジニアリング（Dundalk Engineering Company ）に譲渡されたが、品質管理の低さからライセンスは直ぐに引きあげられた。生産は1960年に英国のトロージャン（Trojan Cars Ltd. ）で「トロージャン・200」の名称で再びライセンス生産として始まり、1966年まで続いた。
1959年から1962年の間にアルゼンチンのロス・セドロス（Los Cedros S.A ）でもスチュードベーカーのピックアップトラックと並行して「ハインケル」のブランド名でライセンス生産が行われた 。
ハインケル・ツーリスト スクーターの174cc、9.2hp単気筒4ストロークエンジンを搭載したカビーネ150の生産が1956年3月に始まり、1956年10月に198ccエンジンを搭載したカビーネ153（3輪）と204ccエンジンを搭載したカビーネ154（4輪）が発売された。カビーネ154（4輪）に搭載された204ccエンジンは、後に保険の関係で198ccに排気量を縮小された。
カビーネは鋼製ユニットボディで、車内への出入りには車体前面ドアを介して行なったが、BMW・イセッタが使用していたBMWの特許を侵害しないようにステアリング・ホイールがドアと連動して移動する機構は有していなかった。しかし、他の幾つかのバブルカーとは異なり後退用のギアを持つ変速機を備えていた。

## 諸元
| 型式：             | 型式：             | Typ 150 (3輪)                                        | Typ 154 (4輪)                                        | Typ 153 (3輪)                                        |                                                      |
| 生産期間           | 生産期間           | 1956年 3月 - 1958年2月                               | 1956年10月 - 1958年6月                               | 1956年10月 - 1958年6月                               |                                                      |
| エンジン           | エンジン           | 単気筒 空冷エンジン 4ストローク                      | 単気筒 空冷エンジン 4ストローク                      | 単気筒 空冷エンジン 4ストローク                      | 単気筒 空冷エンジン 4ストローク                      |
| Valvetrain         | Valvetrain         | OHV                                                  | OHV                                                  | OHV                                                  | OHV                                                  |
| ボア x ストローク  | ボア x ストローク  | 60x61.5mm                                            | 65x61.5mm （1957年3月以降64x61.5mm）                 | 64x61.5mm                                            |                                                      |
| 排気量             | 排気量             | 173cc                                                | 204cc （1957年3月以降198cc）                         | 198cc                                                |                                                      |
| 最大               | 出力               | 6.8kW (9.2PS)@5,500rpm                               | 7.4kW (10PS)@5,500rpm                                | 7.4kW (10PS)@5,500rpm                                |                                                      |
| 最大               | トルク             | 12.9Nm@4,450rpm                                      | 13.2Nm@4,700rpm                                      | 13.2Nm@4,700rpm                                      |                                                      |
| 圧縮比(1:x)        | 圧縮比(1:x)        | 7.4                                                  | 6.8 （1957年3月以降7.2）                             | 7.2                                                  |                                                      |
| 電装               | 電装               | 12ボルト                                             | 12ボルト                                             | 12ボルト                                             | 12ボルト                                             |
| 変速機             | 変速機             | 4-speed shifter with inside left (Kulissenschaltung) | 4-speed shifter with inside left (Kulissenschaltung) | 4-speed shifter with inside left (Kulissenschaltung) | 4-speed shifter with inside left (Kulissenschaltung) |
| 車体構造           | 車体構造           | 前部ドア付「モノコック」                             | 前部ドア付「モノコック」                             | 前部ドア付「モノコック」                             | 前部ドア付「モノコック」                             |
| 総重量             | 総重量             | 243kg                                                | 285kg                                                | 245kg                                                |                                                      |
| GVWR               | GVWR               | 475kg                                                | 510kg                                                | 475kg                                                |                                                      |
| 全長 x 全幅 x 全高 | 全長 x 全幅 x 全高 | 2551x1370x1320mm（1957年2月以降2660x1370x1320mm）    | 2551x1370x1320mm（1957年2月以降2660x1370x1320mm）    | 2551x1370x1320mm（1957年2月以降2660x1370x1320mm）    | 2551x1370x1320mm（1957年2月以降2660x1370x1320mm）    |
| ホイールベース     | ホイールベース     | 1760mm                                               | 1760mm                                               | 1760mm                                               | 1760mm                                               |
| 軸間距離           | 前輪               | 1225 mm                                              | 1225 mm                                              | 1225 mm                                              |                                                      |
| 軸間距離           | 後輪               | 0mm                                                  | 220mm                                                | 0mm                                                  |                                                      |
| 最小回転円径       | 最小回転円径       | 8m                                                   | 8m                                                   | 8m                                                   | 8m                                                   |
| タイヤ・サイズ     | タイヤ・サイズ     | 4.40–10"                                             | 4.40–10"                                             | 4.40–10"                                             |                                                      |
| 燃料消費率         | 燃料消費率         | ca. 3.5L/100km                                       | ca. 3.5L/100km                                       | ca. 3.5L/100km                                       | ca. 3.5L/100km                                       |
| 最高速度           | 最高速度           | 86km/h                                               | 86km/h                                               | 86km/h                                               |                                                      |